# Aquapark Leśna
Aquapark Leśna – ośrodek sportowo-rekreacyjny w Leśnej, koło Żywca.
Został oddany do użytku w 2011 roku i jest pierwszym aquaparkiem na Żywiecczyźnie.
W ramach aquaparku znajdują się trzy baseny: wewnętrzny rekreacyjny z biczami wodnymi i urządzeniami do masażu karku, wewnętrzny z ławkami do masażu wodnego i powietrznego, basen zewnętrzny – „wypływowy”, a także zjeżdżalnia i sauny: fińska i parowa.
W obiekcie w 2014 została oddana do użytku sala gastronomiczna. Oprócz tego w obiekcie mieszczą się kawiarnia, salon odnowy biologicznej i noclegi.